# Loving (Novo México)
Loving é uma vila localizada no estado americano de Novo México, no Condado de Eddy.

## Demografia
Segundo o censo americano de 2000, a sua população era de 1326 habitantes.
Em 2006, foi estimada uma população de 1317, um decréscimo de 9 (-0.7%).

## Geografia
De acordo com o United States Census Bureau tem uma área de 2,9 km², dos quais 2,9 km² cobertos por terra e 0,0 km² cobertos por água.

## Localidades na vizinhança
O diagrama seguinte representa as localidades num raio de 72 km ao redor de Loving.